# Тикисио
Тикисио (исп. Tiquisio) — город и муниципалитет на севере Колумбии, на территории департамента Боливар.

## История
Муниципалитет Тикисио был выделен в отдельную административную единицу в 1994 году. Название происходит от имени индейского вождя (касика) Тике (Tique).

## Географическое положение
Город расположен в центральной части департамента, на правом берегу реки Тикисио, на расстоянии приблизительно 240 километров к юго-востоку от города Картахена, административного центра департамента. Абсолютная высота — 47 метров над уровнем моря.

Муниципалитет Тикисио граничит на севере с территориями муниципалитетов Пинильос, Альтос-дель-Росарио и Барранко-де-Лоба, на северо-востоке — с муниципалитетами Сан-Мартин-де-Лоба и Рио-Вьехо, на востоке — с муниципалитетом Нороси, на юго-востоке — с муниципалитетом Рио-Вьехо, на юго-западе — с муниципалитетом Монтекристо, на западе — с муниципалитетом Ачи. Площадь муниципалитета составляет 758 км².

## Население
По данным Национального административного департамента статистики Колумбии, совокупная численность населения города и муниципалитета в 2015 году составляла 22 041 человек.
Динамика численности населения муниципалитета по годам:
| 2005   | 2006   | 2007   | 2008   | 2009   | 2010   | 2011   | 2012   | 2013   | 2014   | 2015   |
| ------ | ------ | ------ | ------ | ------ | ------ | ------ | ------ | ------ | ------ | ------ |
| 18 786 | 19 074 | 19 323 | 19 597 | 19 882 | 20 194 | 20 523 | 20 874 | 21 243 | 21 634 | 22 041 |

Согласно данным переписи 2005 года мужчины составляли 56,2 % от населения Тикисио, женщины — соответственно 43,8 %. В расовом отношении белые и метисы составляли 97,6 % от населения города; негры, мулаты и райсальцы — 2,4 %.
Уровень грамотности среди всего населения составлял 72 %.

## Экономика
Основу экономики Тикисио составляют сельское хозяйство, рыболовство и горнодобывающая промышленность.

80,3 % от общего числа городских и муниципальных предприятий составляют предприятия торговой сферы, 14,8 % — предприятия сферы обслуживания, 4,9 % — промышленные предприятия.